# Severn River (Macintyre River)
Der Severn River ist ein Fluss im Norden des australischen Bundesstaates New South Wales.

## Geographie
Er entspringt im Nördlichen Tafelland von New England bei Dundee nördlich der Stadt Glen Innes. Er fließt nach Nordwesten zum Pindari–Stausee östlich von Ashford und dann weiter durch den Kwiambal-Nationalpark, wo er in den Macintyre River mündet.

### Nebenflüsse
Seine wichtigsten Nebenflüsse sind Beardy Waters und Wellinggrove Creek.

## Fauna und Flora
Der gesamte Fluss ist als gutes Fischwasser bekannt. Im Severn River laichen gewöhnlich die Dorschbarsche Maccullochella peelii und Macquaria ambigua.
Eine besonders seltene Pflanze, das Myrtengewächs Micromyrtus grandis  (engl. Severn River Heath-myrtle), findet man endemisch in der Severn River Nature Reserve und angrenzenden Ländereien am Pindari-Stausee, ca. 60 km nordwestlich von Glen Innes.

## Sehenswürdigkeiten
Die Eisenbahnbrücke über den Severn River liegt sechs Kilometer westsüdwestlich von Dundee und wird als Teil der alten Nordlinie in New South Wales zwar nicht mehr genutzt, zählt aber zum Nationalen Kulturerbe von Australien. Diese Brücke besteht Holzfachwerken, wurde 1886 fertiggestellt und ist mit ihren 15 Brückenteilen 159 m lang. Damals war sie die längste Holzfachwerkbrücke Australiens.

## Name
Mit dem nördlich gelegenen Fluss gleichen Namens in Queensland hat dieser Severn River nichts zu tun. Die Benennung beider Flüsse mit demselben Namen ist auf unterschiedliche Entdecker zurückzuführen, die unabhängig voneinander agierten.